# Men zao
Pour les articles homonymes, voir Zao et Pierre debout.

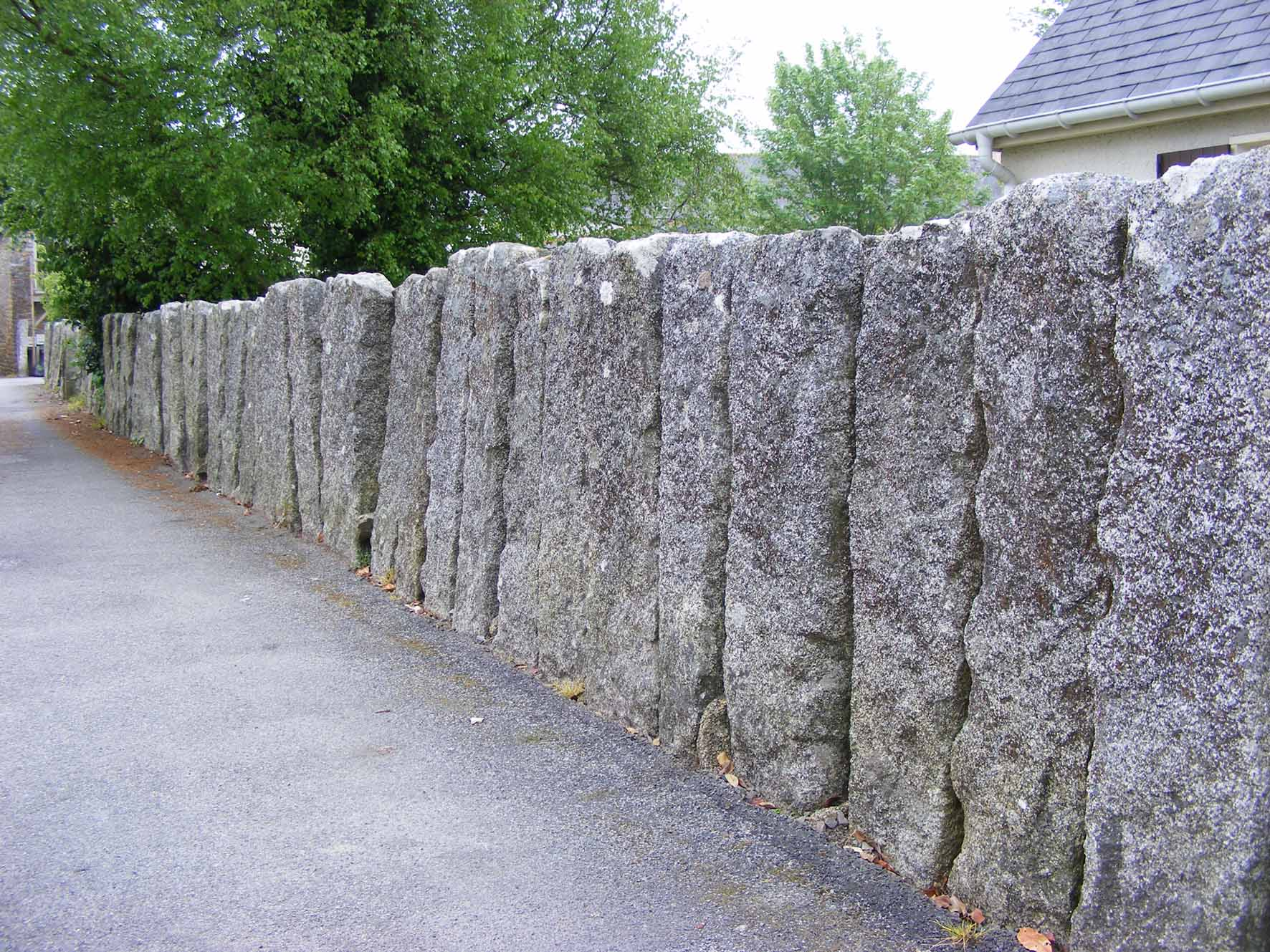
Venelle de men zao, Nevez.

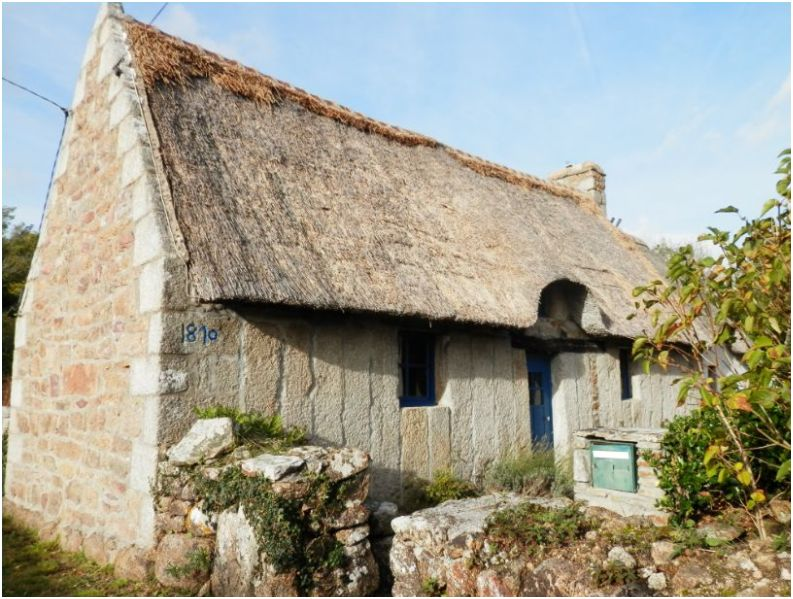
Penty men zao, un seul conduit de cheminée, pierres debout.

Les men zao, ou mein zao en breton, sont des clôtures et des murs de maisons en granit des XVIIe et XVIIIe siècles, qui se trouvent dans les communes de Névez et Trégunc (Cornouaille, Finistère). Ce sont des éléments d'architecture uniques, protégés par le label « Paysage de reconquête » depuis 1993 par le ministère de l'Environnement.   
Il s'agit de longues pierres plates (jusqu'à 2,70 m de haut sur 0,30 à 0,50 m de large et 0,20 à 0,25 m d'épaisseur, dressées verticalement pour constituer des murs d'orthostates monolithiques accolés les uns aux autres 
. On les trouve notamment sur le territoire de la commune de Névez où il existe de nombreuses clôtures et maisons d'habitation bâties à l'aide de ces pierres debout. Elles proviennent des champs riches de grandes roches de granit. « Pour les obtenir, le tailleur de pierres faisait des encoches de 7 ou 8 centimètres, éloignées de 10 centimètres les unes des autres. Puis, il enfonçait des coins de bois dans ces entailles et les arrosait d'eau. Une fois le bois gonflé, la pierre se fendait sur toute sa longueur. »
Dans le bourg de Névez se trouve un alignement de 112 pierres debout, d'une hauteur d'environ 2 mètres, les pierres sont enterrées à peu près 30 centimètres (photo à droite de la rue Men zao).
Ces grands blocs dressés (pierres debout), qui constituent à eux seuls toute la hauteur du mur, sont connus aussi comme « les orthostats » dans ce secteur entre Concarneau et Pont-Aven, « c'est le pays des maisons à orthostat de granit, ou maisons à pierres debout, tier min-zao ».
Le penty men zao était une maison ceinte d'un tel mur. Cette maison de pêcheur-agriculteur possédait une exploitation d'un ou deux hectares de terre, souvent moins, cultivés surtout par la femme pendant les longues campagnes de son mari en mer.
De telles plaques monolithiques sont utilisées dans d'autres régions comme le Dauphiné[réf. nécessaire].